# Ready to Go Home
Ready to Go Home is een single van 10cc. Het is afkomstig van hun album Mirror Mirror. Het was de laatste single met nieuwe muziek van de band; er volgde nog een single met de akoestische versie van I'm Not in Love.
10cc bestond feitelijk niet meer toen deze single en het daarbij behorende album verscheen. De A-kant met Ready to Go Home werd geschreven door Andrew Gold en Graham Gouldman; de B-kant Age of Consent was van Eric Stewart. Ready to Go Home is geschreven als kleine hommage aan Hyme Gouldman, de toen overleden vader van Graham.
Het plaatje haalde noch de Nederlandse Top 40, noch de Single Top 100. Voor musici zie het album Mirror Mirror.
Graham Gouldman · Eric Stewart · Kevin Godley · Lol Creme

Paul Burgess · Rick Fenn · Stuart Tosh · Duncan Mackay · Tony O'Malley